# Захос, Хелена
Мэ́ри Хеле́на За́хос (англ. Mary Helena Zachos; 5 марта 1856, Дейтон, Огайо, США — 28 февраля 1951, Нью-Йорк, Нью-Йорк, США) — американский педагог, профессор и преподаватель ораторского искусства в колледже Cooper Union (1897—1939). Дочь Иоанниса Захоса, имя которого упоминается среди педагогов, заложивших основу преподавания для негров в США.

## Биография
Родилась 5 марта 1856 года в Дейтоне (Огайо, США) в семье Иоанниса Килливергоса Захоса и Харриеты Томпкинс Канфилд. Её отец был греком, родившимся в Константинополе (Османская империя). Оставшись сиротой, был отправлен в США американским филэллином Самуэлом Г. Хауи. Преподавал ораторское искусство в колледже Cooper Union, став в дальнейшем его директором.
Хелена в 1875 году окончила Колледж имени Уэллса, после чего продолжила обучение в Американской академии драматического искусства.
В 1897—1939 годах преподавала ораторское искусство, искусство ведения дебатов и проведения парламентских процедур в Cooper Union. Писала одноактные пьесы и стихотворения.
Умерла 28 февраля 1951 года в Нью-Йорке незадолго до своего 95-летия после продолжительной болезни.
В 1900 году Ассоциация выпускников Колледжа имени Уэллса учредила в честь Захос награду «M. Helena Zachos 1875 Prize», вручаемую студентам за лучшее прозаическое сочинение.